# KOBE鉄人PROJECT
KOBE鉄人PROJECT（こうべてつじんプロジェクト）は、兵庫県神戸市長田区の地域活性化プロジェクト、またその活動を行っている特定非営利活動法人（NPO法人）。特定非営利活動法人設立認証は2007年（平成19年）9月20日。本部は長田区。代表者は正岡健二。

## 概要
神戸市出身の漫画家・横山光輝の作品をコンテンツの核として市内を彩り、地域や子供達へアニメやマンガで交流や産業振興を行う事を活動の目的としている。横山光輝作品の代表作『鉄人28号』をヒントに、プロジェクト名（NPO名）が命名された。
2007年より横山光輝の代表作のひとつ『三国志』にちなんだ三国志祭を主催している。
2009年（平成21年）9月29日、このプロジェクトのシンボルとなる鉄人28号の巨大モニュメント（高さ15.3メートル、直立なら18メートルとなる大きさ）が、新長田駅前の若松公園に完成した。
2011年（平成23年）3月19日、「三国志」の展示や巨大ジオラマなどがある三国志演義ミュージアム「KOBE三国志ガーデン」が完成した。
塗装の傷みが目立ってきたため、2016年10月-11月にコバルトブルーに塗り直すリニューアル工事が行われた。

## 活動分野
- まちづくりの推進を図る活動
- 子どもの健全育成を図る活動
- 科学技術の振興を図る活動
- 学術、文化、芸術又はスポーツの振興を図る活動
- 経済活動の活性化を図る活動

## プロジェクト経緯
- 2006年（平成18年）9月19日 - KOBE鉄人PROJECT実行委員会発足
- 2007年（平成19年）9月20日 - 兵庫県が特定非営利活動法人KOBE鉄人PROJECTを設立認証
- 2009年（平成21年）
  - 8月8日 - 市営地下鉄海岸線において、車両への「鉄人28号」及び「三国志」ラッピング装着と全駅構内への三国志大型POPの設置を行う
  - 9月29日 - 鉄人28号モニュメント完成
  - 11月29日 - 若松公園鉄人28号モニュメント付帯エリア『鉄人広場』完成
- 2011年（平成23年）3月19日 - 三国志演義ミュージアム「KOBE三国志ガーデン」完成

## 関連活動・イベント
- 新長田駅前に、横山光輝作品鉄人28号巨大モニュメントを設置。
- 新長田駅前商店街で、横山光輝作品「三国志」のスタンプラリーを開催。
- 神戸市営地下鉄の新長田駅では、海岸線駅構内で1日4回「鉄人28号」のテーマソングが流れている。
- 『鉄人28号モニュメントスペシャルライトアップ2010』（2010年7月31日・8月1日）
- 『鉄人28号モニュメントスペシャルライトアップ2010－冬の陣－』（2010年12月10日・11日）